# Sojuz TM-2
Sojuz TM-2 – radziecka załogowa misja kosmiczna, stanowiąca drugą ekspedycję na stację kosmiczną Mir. Jurij Romanenko pozostał na pokładzie stacji ponad 326 dni. Ławiejkin został zmuszony do powrotu przez problemy z sercem.
Na wczesnym etapie pobytu na stacji załogi Sojuza TM-2, ze stacją miał połączyć się automatycznie moduł Kwant-1. Kwant składał się z 11-tonowego modułu stacji kosmicznej i 9,6-tonowego pojazdu, nazywanego Funkcjonalnym Modułem Serwisowym (FSM). 5 kwietnia system naprowadzania modułu rozpoczął manewr dokowania ze stacją. Załoga przeniosła się na pokład kapsuły TM-2 na wypadek, gdyby manewr nie powiódł się i konieczna byłaby ewakuacja stacji. Na 200 metrów przed stacją, system naprowadzania Igła zgubił sygnał rufowego portu Mira. Kosmonauci zamknięci w kapsule obserwowali, jak ponad 20-tonowy Kwant mija stację o zaledwie 10 metrów.
Moduł odleciał 400 kilometrów od stacji, zanim zawrócono go w celu ponowienia próby dokowania. 9 kwietnia doszło do miękkiego połączenia, jednak ze względu na nieschowaną sondę dokowania Kwanta, niemożliwe było trwałe połączenie pojazdów. Dopóki kontrola lotów nie znalazła rozwiązania, niemożliwe były żadne manewry stacji, gdyż Kwant/FSM przechylał się, obijając o stację uprząż dokowania.
11 kwietnia Romanienko i Ławiejkin wyszli na zewnątrz stacji, aby zbadać i w miarę możliwości naprawić problem. Odkryli obce ciało zaklinowane w module dokowania, prawdopodobnie torbę ze śmieciami, która ugrzęzła między Progresem 28 a portem Mira. Na zdalne polecenie kontroli lotów, Kwant wysunął swoją sondę cumowniczą, umożliwiając kosmonautom usunięcie i wyrzucenie obiektu. Kwant dokończył dokowanie na zdalną komendę z ziemi. Spacer kosmiczny trwał 3 godziny i 40 minut. FSM odłączył się od stacji 12 kwietnia, zwalniając rufowy port Kwanta, który od tej pory pełnił rolę rufowego portu stacji.